# SV Den Hoorn
SV Den Hoorn is een Nederlandse amateurvoetbalclub uit Den Hoorn, in de Zuid-Hollandse gemeente Midden-Delfland. Het eerste mannenteam van de club speelt in de Tweede klasse  (2024/2025)

## Geschiedenis

### Beginjaren
R.K.S.V. Den Hoorn werd op 28 april 1952 opgericht. De club werd in de beginjaren gekenmerkt door problemen; enige tijd was er geen veld beschikbaar. Zo werd in het eerste jaar tijdelijk gebruik gemaakt van een veel te klein stuk land met greppels, en de kleedruimte werd bezet door een paard. Enige tijd later wordt een groter stuk land als veld gebruikt. Qua gemak gaat de kleedruimte er niet bepaald op vooruit: was het eerst een paardenstal, nu een kalverschuur. Wonderbaarlijk doorstaat het veld de keuring van de KNVB, en Den Hoorn mag voorlopig (voor een jaar) competitievoetbal gaan spelen. Een jaar later zijn de problemen nog niet goed genoeg opgelost, en krijgt de club tot 15 november 1953 de tijd om de zaak op orde te hebben.
Na veel omzwervingen kocht de gemeente in 1958 een stuk grond voor Den Hoorn, ter hoogte van het huidige veld 3. De huurlast aan de gemeente bedraagt 800 gulden, onderhoud niet meegerekend. De kleedgelegenheid en de kantine (op 18 mei 1959 feestelijk geopend) worden voor het overgrote deel door leden gebouwd. Het werpt meteen zijn vruchten af: Den Hoorn promoveert in 1959 naar de Tweede klasse in de HVB. Een jaar later komt er veldverlichting.

### Eerste successen
In 1963 haalt Den Hoorn de finale van de HVB-beker, maar die wordt met 2-1 van ODB verloren. Omdat de HVB in 1967 een hoofdklasse instelde, had Den Hoorn aan een derde plaats genoeg om te promoveren naar de Eerste klasse. Een jaar later wordt de club voor de eerste keer ooit klassekampioen, en promoveerde het naar diezelfde hoofdklasse.

Op 23 januari 1970 wordt de club seculier, de toevoeging R.K. vervalt en iedereen mag lid worden. Dit tot groot ongenoegen van de Den Hoornse pastoor S. Steur, die de club altijd een warm hart toedroeg. Aan het einde van de zondagsmis kon hij het vaak niet nalaten om een grap over de aanstaande wedstrijd van het eerste elftal te maken. Door de ontzuiling worden echter zoveel mensen lid dat de voorzitter vreesde een ledenstop te moeten invoeren. Mede door de nieuwe aanwas promoveerde Den Hoorn voor de eerste keer ooit naar de Vierde klasse van de KNVB. Drie weken later wordt het zelfs kampioen van de hoofdklasse HVB. Pastoor Steur schrijft aan de club:
“Het nieuws van uw promotie is zeer spoedig tot ons doorgedrongen, en wij verheugen ons met u. Bij ons in Rome moet je grijze haren hebben, wil je tot een hogere klasse doordringen. Wij nemen gaarne ons paarse petje voor u af. Wel moeten wij berichten, dat het nieuws bij sommige van onze zonen als een bom insloeg. Met name diegenen, die het zeer vermetele besluit om het “R.K.” te laten vallen voor de naam van de vereniging, zeer ernstig afgekeurd hadden als een moderne lichtzinnigheid van Nederlandse Katholieken. Zij hadden voorspeld, dat de hemel dit wel zou straffen met een reeks van nederlagen: zij weten nu met hun houding (en die van de hemel) geen raad meer.”
De club zou nooit meer terug degraderen naar de HVB-competities, die eindigden in 1996 met de grote reorganisatie van de KNVB. In 1972 neemt de gemeente de onderhoud van de velden over. In 1977 krijgt de club eindelijk toestemming om reclameborden langs het veld te plaatsen.
Na tien jaar geen kampioenschap te hebben gevierd, lukte het in 1980 eindelijk weer: Den Hoorn wordt kampioen in de Vierde klasse en promoveert naar de Derde klasse. In 1981 wordt de finale van de Westland Cup bereikt, maar die gaat met 1-0 verloren tegen 's-Gravenzandse VV. De kampioensdroogte duurt dit keer korter: na vijf jaar wordt het weer kampioen in 1985 en wordt de Tweede klasse bereikt. In hetzelfde jaar wordt ook begonnen aan de bouw van een tribune langs het veld, die wordt op 30 augustus in gebruik genomen en een jaar later, op 31 augustus 1986, feestelijk geopend door burgemeester Waaijer.

### Nare tijden
In seizoen 1987/88 degradeert de club, om het seizoen erna weer te degraderen. Voor het eerst sinds jaren is de publieke belangstelling matig, maar in 1990 verandert dat, mede door het recordaantal van derby's dat gespeeld wordt.
Meteen na de degradatie gooit Den Hoorn hoge ogen om terug te promoveren, maar in 1990 gooit een nederlaag tegen RAVA het kampioenschap weg. In 1991 wint Den Hoorn de tweede periodetitel door een bloedstollende beslissingswedstrijd tegen Full Speed te winnen. In de nacompetitie worden, onder aanvoering van een opeens weer bloedfanatiek legioen, achtereenvolgens RKDEO en BEC opzij gezet. Ondanks dat de beslissingswedstrijd in de nacompetitie onvergetelijk is, gaat die na verlenging tegen ODB verloren.
In 1992 bestaat de club 40 jaar. Den Hoorn speelt zijn jubileumwedstrijd tegen Lucky Ajax en verliest met 1-2 met 1500 toeschouwers. Velen hopen op een kampioenschap, maar Den Hoorn wordt teleurstellend vijfde. Door een periodetitel mag het wel nacompetitie spelen, maar wederom gaat het in de beslissingswedstrijd mis, ditmaal tegen Lens met 3-2. Pas in 1996/97 promoveerde de club terug naar de Derde klasse.
De club had in 1998 maar 100 jeugdleden. Echter waren er toen net grote plannen in ontwikkeling om veel nieuwbouwwijken te bouwen in het dorp (waarvan één wijk al in de afrondende fase was), dus er gloorde hoop. Die werd beloond: in 2000 maken de jongste jeugdteams al een sterke groei mee, in 2002 was het ledenaantal al verdrievoudigd en in 2010 zelfs verzesvoudigd.
In 2003 promoveert Den Hoorn via de nacompetitie naar de Tweede klasse, het is voor het eerst sinds 1987/88 dat de club die klasse bereikt. In hetzelfde jaar wordt de website van de club in gebruik genomen. Echter degradeert Den Hoorn meteen weer terug naar de Derde klasse.
Na jarenlang in het dorp gevestigd te zijn geweest verhuisde de club in 2006 naar een nieuw complex in de Kerkpolder, aan de grens van Den Hoorn met Delft. Dit maakt de derby's tussen Den Hoorn, Delft, Delfia en Full Speed nog intenser, nu Den Hoorn in dezelfde polder is gevestigd als de andere drie clubs. Van wanordelijkheden is echter nooit sprake.
Sinds de degradatie in 2004 draait de club constant mee in de top van de Derde klasse, en loopt het promotie naar de Tweede klasse altijd net mis. Een van de meest beladen pogingen was in 2008, toen Den Hoorn in het reguliere seizoen voor de derde maal op rij tweede werd. In de halve finale van de nacompetitie wint Den Hoorn op strafschoppen thuis van Laakkwartier, zodat het nog één wedstrijd verwijderd is van de Tweede klasse. In de finale in 's-Gravenzande komt Den Hoorn op achterstand tegen VELO, maar in de blessuretijd van de tweede helft scoort keeper Klaas van Balen uit een hoekschop. In de verlenging gaat het echter opnieuw mis, waardoor Den Hoorn wederom tot de Derde klasse werd veroordeeld.

### Recente tijden
Dat veranderde op 25 mei 2014. Nadat Den Hoorn door een slecht einde van de competitie, dit doordat spelers van het eerste elftal tijdelijk in het tweede elftal speelden om directe degradatie te voorkomen (met succes), als 6de was geëindigd, wist het alsnog promotie af te dwingen tegen RVC '33 door een 3-1 opgelopen achterstand in de heenwedstrijd om te draaien door een 5-2 thuisoverwinning. Daar was wel een verlenging voor noodzakelijk, uitgerekend hetgene wat Den Hoorn in 1991 en 2008 van promotie afhield. Hierdoor speelt Den Hoorn voor het eerst sinds 2003/04 weer in de Tweede klasse.
Het avontuur leek maar één seizoen te duren: door een dertiende plaats degradeerde Den Hoorn direct terug naar de Derde klasse. Echter wist het na een tweede plaats in de competitie via de nacompetitie meteen weer promotie af te dwingen naar de Tweede klasse, wat het kortste verblijf in de Derde klasse betekende sinds 1988/89 (toen ook één seizoen, in de tijd van twee degradaties achter elkaar) en de kortste tijd tussen degradatie en promotie ooit.
Het volgende seizoen was het doel om in het linkerrijtje te eindigen, maar als Den Hoorn in de winterstop nog steeds ongeslagen is en verrassend ruimschoots aan kop gaat, wordt tijdens het trainingskamp in Barcelona het doel bijgesteld: kampioen worden. Na twee mislukte kampioenswedstrijden, eentje thuis en eentje bij Teylingen, lukt het eindelijk op 7 mei 2017: op eigen veld wordt Den Hoorn voor het eerst sinds 1997 weer kampioen. Voor het eerst in de clubgeschiedenis wordt de Eerste klasse bereikt, waardoor de club weer op het zesde niveau van Nederland ging spelen.
Op 4 november 2017 wordt het sportcomplex vernoemd naar ere-voorzitter Eric van Dijk: het Eric R. van Dijk Sportcomplex.
Het eerste seizoen ooit in de Eerste klasse verloopt met ups en downs, maar aan het eind van het seizoen strijdt Den Hoorn zelfs nog voor een plek in de nacompetitie voor promotie naar de Hoofdklasse. Die plaats moet echter aan VOC worden gelaten, en ook een terugtrekking van Nieuwerkerk helpt niet. Uitgerekend VOC mocht daardoor de eerste ronde van de nacompetitie overslaan, voor Den Hoorn restte uiteindelijk de vijfde plaats.
Een seizoen later klopt Den Hoorn minder hard op de deur naar de nacompetitie voor promotie. Het moet meer achteromkijken om niet meegesleurd te worden in de strijd tegen degradatie, maar uiteindelijk handhaaft Den Hoorn zich ruim. Het wordt negende.
In het seizoen 2019/20 kijkt Den Hoorn weer meer vooruit dan achteruit. Na een sterke opmars halverwege het seizoen klopt de club weer op de deur voor de hoofdklasse, maar dan worden de competities in maart eerst stilgelegd en daarna definitief afgebroken door de coronacrisis. Toch schrijft Den Hoorn historie: omdat de club nog actief was in de districtsbeker (het had de achtste finales bereikt) en een van de vier best presterende teams in de knock-out fase is, mag Den Hoorn - voor de eerste keer in de geschiedenis van de club - meedoen aan de KNVB beker voor profs in het volgende seizoen.
De eerste wedstrijd die Den Hoorn op landelijk niveau speelt in zijn dan 68-jarig bestaan is echter een waar het niet graag herinnerd aan wil worden: de derde divisionist SteDoCo is in Hoornaar met 10-0 veel te sterk, waardoor het bekeravontuur na één wedstrijd meteen weer voorbij is. Ondanks de pak slaag, en de niet ideale voorbereiding (ook in de districtsbeker is het verhaal na de groepsfase alweer voorbij), begint Den Hoorn het seizoen goed: na drie wedstrijden is er nog niet verloren. Maar weer gooit de coronacrisis roet in het eten en wordt er na september niet meer gevoetbald. Uiteindelijk komt eind februari 2021 het hoge woord: ook dit jaar gaan de competities niet meer afgemaakt worden, zodat Den Hoorn wederom eersteklasser blijft.
In 2021 wordt besloten om in de zomer van 2022 de horizontale overstap van het zondag- naar het zaterdagvoetbal te maken. Na een sterk seizoen kan afscheid worden genomen met een kampioenschap, maar dan moet er op de slotdag een uitwedstrijd tegen de directe concurrent, Unitas '30, worden gewonnen. In blessuretijd gaat die wedstrijd echter verloren, zodat de eerste klasse voor altijd de enige KNVB-districtscompetitie is waarin Den Hoorn in zijn zondagstijd geen kampioen geworden is.

## Derby's
Den Hoorns grootste rivaliteit is tegen VV Schipluiden. De twee clubs waren de enige voetbalclubs binnen de voormalige gemeente Schipluiden. In 2004 kwam ook MVV '27 binnen het gemeentelijke grondgebied door een herindeling, maar omdat die op zaterdag speelt leverde dat op dat moment geen extra Derby's van Midden-Delfland op. Wedstrijden onderling tussen Den Hoorn en Schipluiden worden ook wel ''de Bokken (Den Hoorn) tegen de Belgen (Schipluiden)'' genoemd. Behalve rookbommen en fakkels kwam het tot wanordelijkheden echter nooit: rondom de wedstrijden was er meer sprake voor ludieke acties, zoals het loslaten van konijnen met clubkleuren om op voetbalvelden of het verven van doelpalen in de clubkleuren van de tegenstander. In 2012 werd Schipluiden ten koste van Den Hoorn kampioen, mede door een gelijkspel bij Den Hoorn op de voorlaatste speeldag. Toen Den Hoorn in 2014 eindelijk ook naar de Tweede klasse promoveerde, was Schipluiden er vroeg bij om de club via Twitter te feliciteren, met het oog dat de derby weer gespeeld ging worden. Echter maar voor één seizoen: Schipluiden schakelde in 2015 over naar het zaterdagvoetbal en Den Hoorn degradeerde meteen terug naar de Derde klasse. In 2018 wordt de Derby van Midden-Delfland nieuw leven ingeblazen door het invoeren van een wisselbeker, die vanaf dan ieder jaar wordt uitgereikt aan de club die de onderlinge wedstrijd, die officieel vriendschappelijk is, wint. Schipluiden werd de eerste winnaar door op 6 mei in eigen huis met 4-3 te winnen. De bedoeling is dat er ieder jaar wordt gewisseld van gastheer, maar sinds die wedstrijd is er geen nieuwe editie meer geweest. Door Den Hoorns horizontale overstap in 2022 zijn de derby's nu ook in theorie in competitieverband weer mogelijk, echter spelen zowel Schipluiden als MVV '27 twee niveaus lager.
Hoewel daarnaast iedere Delftse tegenstander tot een derby gerekend kan worden, zijn de echte Delftse derby's die Den Hoorn speelt die tegen Delft, Delfia en Full Speed. De derby's werden intenser in 2006, omdat door de Den Hoornse verhuizing zowel Den Hoorn, Delft, Delfia en Full Speed in de Kerkpolder zijn gevestigd (Delft en Full Speed zelfs pal tegenover elkaar). In 2018/19 werd er tegen geen van de buren gespeeld, maar speelde Den Hoorn voor de eerste keer sinds 2003/04 in competitieverband tegen DHC nadat die uit de Hoofdklasse waren gedegradeerd.

## Erelijst
| Competitie                      | Aantal | Jaren                                                                       |
| ------------------------------- | ------ | --------------------------------------------------------------------------- |
| Landelijk                       |        |                                                                             |
| KNVB Beker                      | 0x     | Beste prestatie: eerste kwalificatieronde in 2020/21                        |
| District                        |        |                                                                             |
| Tweede klasse                   | 1×     | 2016/17                                                                     |
| Derde klasse                    | 1×     | 1984/85 (ook promotie naar de Tweede klasse in 2002/03, 2013/14 en 2015/16) |
| Vierde klasse                   | 2×     | 1979/80, 1996/97                                                            |
| Plaatsing KNVB Beker voor profs | 1x     | 2019/20                                                                     |
| Regionaal                       |        |                                                                             |
| Hoofdklasse HVB                 | 1×     | 1969/70                                                                     |
| Eerste klasse HVB               | 1×     | 1967/68                                                                     |
| Tweede klasse HVB               | 0×     | Promotie naar de Eerste klasse HVB in 1966/67                               |
| Derde klasse HVB                | 0×     | Promotie naar de Tweede klasse HVB in 1956/57 en 1958/59                    |
| HVB-beker                       | 0×     | finalist in 1962/63                                                         |
| Westland Cup                    | 0×     | finalist in 1980/81                                                         |

## Competitieresultaten 1970–heden
Tot en met 2022 speelde SV Den Hoorn met haar eerste elftal op zondag. In 2022 hebben zij horizontaal de overstap gemaakt naar de zaterdag.
| 1 |

| 6 4E |

| 3 4D |

| 3 4D |

| 4 4D |

| 4 4D |

| 10 4D |

| 3 4C |

| 8 4D |

| 4 4D |

| 1 4C |

| 4 3A |

| 9 3B |

| 6 3B |

| 4 3B |

| 1 3B |

| 11 2A |

| 6 2A |

| 13 2A |

| 11 3B |

| 5 4B |

| 3 4C |

| 5 4D |

| 7 4D |

| 5 4D |

| 4 4D |

| 9 4C |

| 1 4D |

| 5 3B |

| 6 3B |

| 7 3B |

| 4 3A |

| 8 3C |

| 3 3B |

| 11 2C |

| 6 3B |

| 2 3B |

| 2 3C |

| 2 3B |

| 8 3C |

| 6 3B |

| 2 3C |

| 2 3C |

| 3 3A |

| 6 3A |

| 13 2C |

| 2 3B |

| 1 2C |

| 5 1B |

| 9 1B |

| -- 1B |

| -- 1B |

| 2 1B |

| 11 1B |

| 9 1C |

| — 2 |

- = Dit seizoen werd stopgezet vanwege de uitbraak van het coronavirus. Er werd voor dit seizoen geen officiële eindstand vastgesteld.

| Tweede divisie | Derde divisie | Vierde divisie | Eerste klasse |
| Tweede klasse  | Derde klasse  | Vierde klasse  | Vijfde klasse |

In elke staaf van de grafiek staat van boven naar beneden vermeld: 
- Eindnotering

Dit is de positie die de club heeft bereikt in de competitie, zonder eventuele beslissings-, play-off- of nacompetitiewedstrijden die nodig zijn geweest om bijvoorbeeld de kampioen van de competitie te bepalen.
Indien een * achter het getal staat is de notering een tussenstand en kan het zijn dat de notering niet overeenkomt met de uiteindelijke eindstand van de competitie.
Staat er een - dan is het seizoen nog bezig en is er geen definitieve uitslag bekend.
Staat er xx op de positie van de notering, dan heeft de club vroegtijdig de competitie verlaten. Dit kan onder andere komen door terugtrekking van het team, faillissement van de club of door een uitgedeelde straf van de KNVB. In veel gevallen staat elders in het artikel de reden vermeld.
Staat er een ? dan is het resultaat uit het verleden onbekend, en is alleen de competitie of het niveau bekend van dat seizoen.
In de seizoenen 2019/20 en 2020/21 werd wegens de coronacrisis het amateurvoetbal afgebroken. Daardoor kennen deze staven geen eindklassering (middels -- weergegeven).
- Competitieniveau en afdelingsletter of Officiële eindstand Eredivisie
  - Competitieniveau en afdelingsletter

Hierbij geeft het getal het niveau weer, dat ook terug te vinden is in de legenda. De letter is de afdelingsaanduiding en wordt gebruikt wanneer er meer afdelingen zijn op hetzelfde niveau. De afdelingsletter is altijd een hoofdletter en wordt meestal zonder nummer gebruikt.
Voorbeeld: 2F is niveau 2e klasse competitie F.
Het competitieniveau en nummer wordt niet vermeld wanneer er slechts één competitie van dit niveau was.
  - Officiële eindstand Eredivisie (getal staat tussen haakjes vermeld)

Sinds de introductie van play-offwedstrijden voor Europees voetbal na afloop van de reguliere competitie in 2005/06, is de KNVB verplicht een eindstand van de Eredivisie door te geven aan de UEFA aan de hand van deze play-offwedstrijden.
Bij deze eindstand staan clubs die zich hebben gekwalificeerd voor Europees voetbal hoger dan clubs die zich niet wisten te kwalificeren. Indien er geen verschil was tussen de eindnotering en de officiële eindstand, staat dit getal niet vermeld.

- Onderafdeling

Hier staat afgekort de naam van de onderafdeling indien de club in dat jaar in een onderafdeling uitkwam. Tevens staat deze afkorting in de legenda en wordt gelinkt naar het artikel over deze onderafdeling. Deze afkorting wordt alleen vermeld wanneer de club in het verleden in verschillende onderafdelingen heeft gespeeld. Deze vermelding is in de staaf altijd in kleine letters. Deze onderafdelingen zijn na het seizoen 1995/96 afgeschaft. Heeft de club in slechts één onderafdeling gespeeld, dan is dit alleen terug te vinden in de legenda.
Onder de staaf staat het jaartal vermeld waarin het seizoen is afgesloten. 15 verwijst naar het seizoen 2014/15 of eventueel het seizoen 1914/15.
Wanneer een staaf leeg is, zijn deze gegevens niet bekend. Het kan ook zijn dat de club dat seizoen niet heeft meegespeeld op het hogere amateurniveau, vroegtijdig de competitie heeft verlaten of uit de competitie is gezet.

In het seizoen 1944/45 was er wegens de Tweede Wereldoorlog geen regulier competitievoetbal.

## Bekende (oud-)spelers
- Ferrie Bodde
- Bart Schenkeveld

## Bekende (oud-)trainers
- Ferrie Bodde